# Majgökbi
Majgökbi (Nomada marshamella) är en biart som först beskrevs av Kirby 1802. Den ingår i släktet gökbin och familjen långtungebin. Inga underarter finns listade i Catalogue of Life.

## Beskrivning
Arten är ett tämligen långsträckt bi med svart grundfärg och markeringar i avvikande färg (gult, och, speciellt hos honan, även rött). Huvudet har gula detaljer hos hanen, röda hos honan, samt hos båda könen röda antenner, även om den inre delen av dem är mörka hos hanen. På den bakre delen av mellankroppen finns två gula fläckar, som ofta saknas hos hanen. På bakkroppens tergiter har arten gula tvärband, som vanligen är avsmalnande eller helt avsnörda på mitten. I synnerhet den första tergiten kan vara reducerad till två små gula fläckar, en på vardera sidan. På de bakre tergiterna kan de gula banden vara hela. Kroppslängden är 10 till 13 mm hos honan, 8 till 12 mm hos hanen.

## Ekologi
Arten håller till i habitat som jordbrukslandskap, trädgårdar, parker, buskmarker, skogsbryn samt hagar och annan betesmark. Den förekommer även i stadsplanerade samhällen. I den norra delen av utbredningsområdet får arten en generation per år och flyger från slutet av april till mitten av juni. Längre söderut förekommer det även en andra generation som flyger från slutet av juni till början av september. Arten är polylektisk, den besöker blommande växter från många olika familjer som korgblommiga växter, korsblommiga växter, flockblommiga växter, strävbladiga växter, triftväxter, videväxter, kinesträdsväxter, ljungväxter, ripsväxter, ljungväxter, rosväxter, törelväxter, näveväxter, vattenklöverväxter, grobladsväxter, klockväxter och amaryllisväxter, även om den i norra delen av utbredningsområdet föredrar maskros.

### Fortplantning
Majgökbiet bygger inga egna bon, utan larven lever som boparasit hos sandbin som hagtornssandbi, gyllensandbi, trädgårdssandbi, Andrena ferox, Andrena trimmerana och, i före detta Tjeckoslovakien (1966), Andrena rosae, där den dödar ägget eller larven och lever på det insamlade matförrådet.

## Utbredning
Utbredningsområdet omfattar större delen av Europa, från södra Finland söderut, inklusive Korsika och Malta, samt österut till Turkiet.
I Sverige förekommer arten från Sydsverige till mitten av Dalarna och Gästrikland.
I Finland har arten observerats från Åland och sydkusten till Norra Savolax.
I resten av Skandinavien finns den i Danmark och Norge norrut till Trøndelag.

## Status
I både Sverige och Finland är arten klassificerad som livskraftig (LC).